# Maki Pitolo
Maki Ikaika Maleko Pitolo (Honolulu, 24 de novembro de 1990) é um lutador americano de artes marciais mistas, atualmente competindo no peso médio do Ultimate Fighting Championship.

## Início
Pitolo jogava futebol americano no ensino médio e começou a treinar MMA para se manter em forma durante as férias. Após assistir Forrest Griffin vs. Stephan Bonnar, ele decidiu que queria seguir uma carreira no esporte. Ele tem um irmão mais novo chamado has Alphonso, que também é lutador de MMA.

## Carreira no MMA

### DWCS e UFC
Após fazer uma única luta no Bellator, Pitolo foi convidado para participar do Dana White's Contender Series. Pitolo enfrentou Justin Sumter no Dana White's Contender Series 19 em 9 de julho de 2019. Ele venceu por nocaute no primeiro round e ganhou um contrato com o UFC.
Após pedido de Dana White, Maki retornou aos meio-médios para sua estreia no UFC e enfrentou Callan Potter em 5 de outubro de 2019 no UFC 243: Whittaker vs. Adesanya. Ele perdeu por decisão unânime.
Pitolo retornou ao peso médio para enfrentar Charles Byrd no UFC 250: Nunes vs. Spencer em 6 de junho de 2020. Ele venceu por nocaute técnico no primeiro round.
Pitolo enfrentou Darren Stewart em 8 de agosto de 2020 no UFC Fight Night: Lewis vs. Oleinik. Ele perdeu por finalização no primeiro round.

## Cartel no MMA
| Cartel no MMA   |             |            |
| 22 lutas        | 13 vitórias | 9 derrotas |
| Por nocaute     | 7           | 3          |
| Por finalização | 3           | 4          |
| Por decisão     | 3           | 2          |

| Res.    | Cartel | Oponente              | Método                                 | Evento                             | Data       | Round | Tempo | Local                     | Notas                                       |
| ------- | ------ | --------------------- | -------------------------------------- | ---------------------------------- | ---------- | ----- | ----- | ------------------------- | ------------------------------------------- |
| Derrota | 13-9   | Dusko Todorović       | Nocaute técnico (socos)                | UFC on ESPN: Font vs. Aldo         | 04/12/2021 | 1     | 4:34  | Las Vegas, Nevada         |                                             |
| Derrota | 13-8   | Julian Marquez        | Finalização (estrangulamento anaconda) | UFC 258: Usman vs. Burns           | 13/02/2021 | 3     | 4:17  | Las Vegas, Nevada         |                                             |
| Derrota | 13-7   | Impa Kasanganay       | Decisão (unânime)                      | UFC Fight Night: Smith vs. Rakić   | 29/08/2020 | 3     | 5:00  | Las Vegas, Nevada         |                                             |
| Derrota | 13-6   | Darren Stewart        | Finalização (guilhotina)               | UFC Fight Night: Lewis vs. Oleinik | 08/08/2020 | 1     | 3:41  | Las Vegas, Nevada         |                                             |
| Vitória | 13-5   | Charles Byrd          | Nocaute Técnico (socos)                | UFC 250: Nunes vs. Spencer         | 06/06/2020 | 2     | 1:10  | Las Vegas, Nevada         | Volta aos Médios.                           |
| Derrota | 12-5   | Callan Potter         | Decisão (unânime)                      | UFC 243: Whittaker vs. Adesanya    | 05/10/2019 | 3     | 5:00  | Melbourne                 | Luta nos Meio-Médios.                       |
| Vitória | 12-4   | Justin Michael Sumter | Nocaute Técnico (socos)                | Dana White's Contender Series 19   | 09/07/2019 | 1     | 1:37  | Las Vegas, Nevada         | Estreia nos Médios.                         |
| Vitória | 11-4   | Chris Cisneros        | Finalização (mata leão)                | Bellator 213                       | 15/12/2018 | 3     | 2:40  | Honolulu, Hawaii          |                                             |
| Vitória | 10-4   | Thiago Rela           | Nocaute (soco)                         | Cage Fury FC 68                    | 21/10/2017 | 1     | 0:59  | Atlantic City, New Jersey |                                             |
| Derrota | 9-4    | Dakota Cochrane       | Finalização (guilhotina)               | Victory FC 58                      | 22/07/2018 | 2     | 4:58  | Omaha, Nebraska           |                                             |
| Derrota | 9-3    | Kassius Kayne         | Nocaute (soco)                         | Victory FC 54                      | 09/12/2016 | 2     | 0:05  | Omaha, Nebraska           | Perdeu o Cinturão Meio-Médio do Victory FC. |
| Vitória | 9-2    | Kassius Kayne         | Decisão (unânime)                      | Victory FC 52                      | 16/07/2016 | 5     | 5:00  | Omaha, Nebraska           | Ganhou o Cinturão Meio-Médio do Victory FC. |
| Vitória | 8-2    | Justin Guthrie        | Nocaute Técnico (socos)                | Victory FC 50                      | 21/05/2016 | 1     | 0:48  | Topeka, Kansas            |                                             |
| Vitória | 7-2    | Andrews Nakahara      | Nocaute Técnico (socos)                | Victory FC 49                      | 01/04/2016 | 2     | 2:21  | Omaha, Nebraska           |                                             |
| Vitória | 6-2    | Adam Smith            | Finalização (guilhotina)               | Destiny MMA: Na Koa 9              | 11/04/2015 | 1     | 3:23  | Honolulu, Hawaii          |                                             |
| Vitória | 5-2    | Pono Pananganan       | Nocaute Técnico (socos)                | Ainofea Cage Fights                | 15/02/2015 | 1     | 2:44  | Lihue, Hawaii             |                                             |
| Vitória | 4-2    | Paul Norman           | Nocaute Técnico (socos)                | RWE: Just Scrap                    | 14/11/2014 | 1     | 4:31  | Hilo, Hawaii              |                                             |
| Vitória | 3-2    | Taki Uluilakepa       | Finalização (mata leão)                | Destiny MMA: Na Koa 7              | 02/11/2014 | 2     | N/A   | Honolulu, Hawaii          |                                             |
| Vitória | 2-2    | Coates Cobb-Adams     | Decisão (unânime)                      | X–1: Jara vs. Vitale               | 26/09/2014 | 3     | 5:00  | Honolulu, Hawaii          |                                             |
| Derrota | 1-2    | C.J. Marsh            | Nocaute Técnico (socos)                | Destiny MMA: Na Koa 5              | 03/05/2014 | 1     | N/A   | Honolulu, Hawaii          |                                             |
| Derrota | 1-1    | Chris Cisneros        | Finalização (chave de braço)           | Destiny MMA: Proving Grounds 2     | 24/08/2013 | 1     | N/A   | Honolulu, Hawaii          |                                             |
| Vitória | 1-0    | Jason Camarillo       | Decisão (unânime)                      | X–1: Mayhem at the Mansion 4       | 16/02/2913 | 3     | 5:00  | Puhi, Hawaii              | Estreia nos Meio-Médios.                    |